# Station Tychy Zachodnie
Station Tychy Zachodnie is een spoorwegstation in de Poolse plaats Tychy.